# Słubice (Masovia)
Słubice è un comune rurale polacco del distretto di Płock, nel voivodato della Masovia.
Ricopre una superficie di 94,47 km² e nel 2004 contava 4 617 abitanti.